# Połtew
Połtew (ukr. Полтва, Połtwa) – wieś na Ukrainie, w obwodzie lwowskim, w rejonie złoczowskim. Miejscowość liczy 930 mieszkańców (2001).
W II Rzeczypospolitej miejscowość należała do powiatu przemyślańskiego w województwie tarnopolskim. 
W 1944 nacjonaliści ukraińscy z OUN-UPA zamordowali tutaj 14 Polaków.
W miejscowości jest przystanek kolejowy Połtew.
Do 2020 w rejonie buskim. 